# Ратьковичі (Логойський район)
Ратьковичи — (біл. вёска Рацькавічы), село (веска) в складі Логойського району розташоване в Мінській області Білорусі, підпорядковане Янушковицькій сільській раді.
Село Ратьковичи розташоване в центральних районах Білорусі, в північній частині Мінської області - орієнтовне розташування [Архівовано 23 червня 2007 у Wayback Machine.].